# Фели
Фели или Фили (на гръцки: Φελλί, катаревуса: Φελλίον, Фелион, до 1949 година: Φιλί, Фили) е село в Република Гърция, дем Гревена, област Западна Македония.

## География
Селото е разположено на 620 m надморска височина, на около 20 km югоизточно от град Гревена, от дясната страна на река Бистрица, на няколко километра южно от мястото на вливане на река Венетикос в нея.

## История

### В Османската империя
Според някои предположения името на селото произхождало от Фила, една от жените на Филип II Македонски. Според Франсоа Пуквил топонимът произхожда от елинистичното селище Филас, датиращо от по-късен период.
В края на ХІХ век Фили е гръцко християнско село в южната част на Гребенската каза на Османската империя. Според статистиката на Васил Кънчов през 1900 година във Фалъ (Фили) живеят 217 гърци.
На Етнографската карта на Битолския вилает на Картографския институт в София от 1901 година Фили (Кал) е смесено село гърци християни и гърци мохамедани в Гревенската каза на Серфидженския санджак с 42 къщи.
Според статистика на Серфидженския санджак на гръцкото консулство в Еласона от 1904 година във Фили (Φυλή), Гревенска каза, живеят 273 гърци елинофони християни.

### В Гърция
През Балканската война в 1912 година в селото влизат гръцки части и след Междусъюзническата в 1913 година Фили влиза в състава на Кралство Гърция.
В средата на 1920-те години след Лозанския договор населението на селото е увеличено чрез заселване на понтийски гърци бежанци от Турция. През 1928 година селото е представено като смесено, състоящо се от местно гръцко население и новодошли бежанци като последните са 22 семейства или 73 жители.
През 1949 година името на селото е модифицирано на Фелион.
В района на селото има пет храма. Централната селска църква „Свети Николай“ се намира югоизточно от селото. Извън селото са параклисите „Света Параскева“, „Свети Безсребреници“, „Свети Христофор“ и „Свети Атанасий“.
На храмовия празник на Свети Атанасий (2 май) се провежда основният селски събор.
Населението произвежда жито, тютюн, овошки и други земеделски култури, като частично се занимава и със скотовъдство.
| Име       | Име        | Ново име   | Ново име    | Описание                |
| --------- | ---------- | ---------- | ----------- | ----------------------- |
| Даламанга | Νταλαμάγκα | Даламангас | Νταλαμάγκας | местност З от Фели      |
| Карагач   | Καραγάτς   | Фтелия     | Φτελιά      | връх (698 m) З от Фели  |
| Караули   | Καραούλι   | Скопия     | Σκοπιά      | връх (666 m) ЮЗ от Фели |

| Година    | 1913 | 1920 | 1928 | 1940 | 1951 | 1961 | 1971 | 1981 | 1991 | 2001 | 2011 | 2021 |
| --------- | ---- | ---- | ---- | ---- | ---- | ---- | ---- | ---- | ---- | ---- | ---- | ---- |
| Население | 212  | 155  | 488  | 343  | 551  | 407  | 347  | 353  | 306  | 269  | 1035 | 760  |